# Rouwmiervogel
De rouwmiervogel (Cercomacra nigricans) is een zangvogel uit de familie Thamnophilidae (miervogels).

## Verspreiding en leefgebied
Deze soort komt voor van Panama tot westelijk Ecuador, noordwestelijk Colombia en oostelijk Venezuela..

## Status
De grootte van de populatie is in 2019 geschat op 0,5-5 miljoen volwassen vogels. Op de Rode lijst van de IUCN heeft deze soort de status niet bedreigd.